# Lukasevangeliet
Lukasevangeliet er den tredje bog i Det Nye Testamente. Sammen med Matthæusevangeliet og Markusevangeliet regnes det til de synoptiske evangelier.
Både lingvistiske og teologiske overensstemmelser taler for, at Lukasevangeliet og Apostlenes Gerninger har den samme forfatter. Lukasevangeliet forkortes Luk (eller sjældnere Lk).

## Datering
Som ved de øvrige evangelier er der nogen usikkerhed med hensyn til dateringen af Lukasevangeliet. Den afhænger i høj grad af, hvordan man daterer Markusevangeliet, som Lukasevangeliet bruger som kilde, og Apostlenes Gerninger, som er skrevet senere end Lukasevangeliet som en opfølgning. I historisk-kritisk bibelforskning dateres Markusevangeliet til ca. 70 e.Kr. og Apostlenes Gerninger til ca. 80-100 e.Kr.
Lukas placeres så ca. 75-100 e.Kr. Mere konservative kristne daterer Lukasevangeliet noget tidligere: 40-60 e.Kr.

## Ophav
Ligesom de øvrige evangelier er Lukasevangeliet en tekst, der først senere har fået tilføjet et forfatternavn. Det eneste man får at vide om forfatteren er, at han ikke selv var øjenvidne til de omtalte begivenheder, men derimod er afhængig af overleveringer.
Det er ikke helt korrekt at kalde ham "forfatter". Han bør snarere kaldes "redaktør". Han har redigeret et materiale, der er blevet overleveret til ham. Indledningen bedyrer, at skriftet er en nøje gennemgang af omstændighederne om Jesu liv og virke ”sådan som det er blevet overleveret os af dem, der fra begyndelsen var øjenvidner og ordets tjenere” (Luk. 1,2).
Forfatteren har haft kendskab til tidligere evangelietekster og benytter sig af en del materiale fra Markusevangeliet, og selve fortællingen følger også Markusevangeliets fortælleramme. Dog er en del fra Markusevangeliet udeladt. Lukasevangeliet indeholder også en del materiale, der er sammenligneligt med, men forskelligt fra, Matthæusevangeliet. Det kan enten skyldes, at forfatteren ændrede indholdet af Matthæusevangeliet, så det passede bedre med forfatterens teologi, eller at forfatteren hentede materiale fra en hypotetisk Q-tekst. Omkring en tredjedel af evangeliet er dog enestående og benævnes L. Det er usikkert, hvor meget der er overleveret materiale, og hvor meget, der kan tilskrives forfatterens kreativitet. Af L-tekst kan blandt andet nævnes barndomshistorien 1,5-2,52.
Ifølge traditionen er ophavsmanden lægen Lukas, der bl.a. nævnes i Kol 4:14 – en tradition, der bl.a. har været begrundet med skriftets lærde sprog og det faktum, at oldtidens medicinske lærebøger indledtes med lignende vendinger som Lukasevangeliet: med en dedikation til en ærværdig modtager. Det samme gælder også oldtidens historiebøger, og det passer bedre med Lukasevangeliets selvopfattelse – det vil læses som redegørelse for historiske begivenheder.

### Parallel til dommeren Samuel
Forfatteren ledte i gamle tekster for at forstå sin samtid, som det var almindeligt at gøre i antikken. I sin fremstilling af Jesu opvækst henter Matthæusevangeliet inspiration fra historien om Moses, mens Lukasevangeliet baserer sin version på Første Samuelsbogs skildring af Samuels opvækst. Samuel var den sidste af de store dommere i Israel. Lukasevangeliets skildring i 1:7-57 af Johannes Døberens fødsel genspejler på samme måde Abrahams og Saras lange venten på afkom.  I Matthæusevangeliet nedstammer Jesus fra en række konger, tilbage til Abraham, hvorimod Jesu stamtavle i Lukasevangeliet (Luk 3:23-38) lader Jesus nedstamme fra præster og profeter; og den strækker sig helt tilbage til Adam, det første menneske, for at betone, at Jesus ikke blot angik jøderne, men hele menneskeheden. I 3:23 hedder Jesu farfar i øvrigt Eli,  mens han i Matthæus 1:16 hedder Jakob. 
Jesus i Lukasevangeliet 12:51-53 er en kompromisløs skikkelse: "Mener I, at jeg er kommet for at bringe fred på jorden? Nej, siger jeg, ikke fred, men splid. Fra nu af vil fem i samme hus være i splid, tre mod to og to mod tre, far i splid med søn, og søn med far, mor med datter, og datter med mor, svigermor med sin svigerdatter, og svigerdatter med sin svigermor."  I 14:26-27 hedder det: "Hvis nogen kommer til mig og ikke hader sin far og mor, hustru og børn, brødre og søstre, ja, sit eget liv, kan han ikke være min discipel. Den, der ikke bærer sit kors og går i mit spor, kan ikke være min discipel." Denne kompromisløshed blev senere modsagt i Peters første brev 2:13-14: "For Herrens skyld skal I underordne jer under enhver menneskelig ordning, hvad enten det er kongen som magthaver v14 eller statholdere, som sendes af ham for at straffe forbrydere og rose dem, der gør det gode.", og 2:18: "I, som er tjenestefolk, skal underordne jer under jeres herrer med al ærefrygt, ikke kun de gode og milde, men også de urimelige." 
I Lukasevangeliet 2:12 siger engelen til hyrderne: "I skal finde et lille barn, svøbt i et tæppe og liggende i en krybbe." Det er en hentydning til et af de apokryfe skrifter Visdommens bog 7:4, hvor der står om kong Salomos fødsel: "Jeg blev lagt i svøb og plejet med omsorg. Nej, ingen konge har fået anden begyndelse på tilværelsen." 

### Guds rige indeni os
I Markusevangeliet 13:30 er enden nært forestående: "Jeg siger jer: Denne slægt skal ikke forgå, førend alt dette er sket." (Mark 13:30) I Lukasevangeliet hedder det tværtimod, at "Se til, at I ikke bliver ført vild. For der skal komme mange i mit navn og sige: Det er mig! og: Tiden er nær! Følg dem ikke!" Det er et unikt træk ved Lukasevangeliet, at det påstås, at Guds rige er indeni os: "Da farisæerne spurgte Jesus, hvornår Guds rige kommer, svarede han: »Guds rige kommer ikke, så man kan iagttage det; man vil heller ikke kunne sige: Se, her er det! eller: Se dér! For Guds rige er midt iblandt jer.«"  Noget lignende udsagn eksisterer ingen andre steder i Bibelen.

## Indhold
Indledning kap 1: 1-4
Fortællinger om Jesu barndom kap 1:5 – 2:52
Jesu gerning forberedes kap 3:1 – 4:13
Jesus i Galilæa kap 4:14 – 9:50
Rejsen til Jerusalem kap 9:51 – 19:28
Jesus i Jerusalem kap 19:29 – 21:38
Jesu lidelse og død kap 22:1 – 23:56
Opstandelsen kap 24:1-53

## Karakteristik
Evangeliet henvender sig til et ikke-jødisk, hellenistisk publikum og er første del af "det lukanske historieværk" - anden del er Apostlenes Gerninger. Den sproglige stil er sleben og lærd. Centrum er Jesu lidelse, død og opstandelse. Formålet er at fortælle historien om Guds frelsende handlinger på en måde, der overbeviser modtageren, så han accepterer den og bliver dens agent. Historien om Guds projekt omfatter både Jesus og hans tilhængeres ord og handlinger. Guds projekt er skandaløst – frelsen er for de uventede, status byttes om. Jesus er konstant i selskab med de marginaliserede, kvinder har en fremtrædende rolle som disciple, sociale forhold og relationer kritiseres. Skandalens højdepunkt er henrettelsen af hovedpersonen, Guds søn, som udstødt og vanhellig.
Eskatologi er (først og fremmest) nærværende nutid. Gudsriget er sikret, men på uforudsigelig vis, derfor gælder det om at være årvågen og trofast. Jerusalem og templet er centrale for Jesu gerning, og anskues positivt.
Lukas' beretning om Guds frelseprojekt følger en overordnet, fortællemæssig plan: Forudsigelse ved engle og inspirerede mennesker (1:5 – 2:52), mulighed ved Johannes Døbers og Jesu fødsel og opvækst, sandsynlighed ved Døberens og Jesu liv og død (Luk. kap 3 Arkiveret 30. september 2007 hos  Wayback Machine og Ap.G. 1 Arkiveret 30. september 2007 hos  Wayback Machine), virkeliggørelse ved den kristne mission og urkirken (Ap.G 2-15), resultater ved jødisk modstand og kirkens udbredelse til hedninger (Ap.G. 16-28).
Lukasevangeliet medtager de fleste af de fortællinger, der findes i Markusevangeliet, og tilføjer en del nyt materiale, herunder beretningen om Jesu fødsel med Juleevangelium (Luk 2,1–20 Arkiveret 30. september 2007 hos  Wayback Machine). Lukasevangeliet har større fokus på kvinder end de andre evangelier, fx er der udvidede beretninger om Maria og Elisabeth (Johannes Døberens moder), og der fortælles om en kvindelig profet, Fanuels, datter Anna. (Luk 2,36 Arkiveret 30. september 2007 hos  Wayback Machine)

## Detaljer
Forfatteren stiler sit skrift til Teofilus – et græsk navn, der betyder "den, som elsker Gud" – hvilket mange forstår som en symbolsk dedikation, der skal omfatte alle, der er villige til at tage imod budskabet i skriftet.
I Lukasevangeliet findes et alternativ til det traditionelt brugte Fadervor fra Matthæusevangeliet:
"Når I beder, skal I sige:
Fader!
Helliget blive dit navn,
komme dit rige;
giv os hver dag vort daglige brød,
og forlad os vore synder,
for også vi forlader selv enhver, som er skyldig over for os,
og led os ikke ind i fristelse."
(Luk.11:2-4)